# Colombobalanus
Colombobalanus je monotipski biljni rod iz porodice bukovki. Jedina vrsta je zimzeleno drvo C. excelsa, ugroženi kolumbijski endem sa dvije izolirane lokacije u Cordilleri Oriental.
C. excelsa neki autori smatraju sinonimom za Trigonobalanus excelsa.

## Sinonimi
- Trigonobalanus excelsa Lozano, Hern.Cam. & Henao; Caldasia 12 (60): 519 (1979.)